# Coleophora teheranella
Coleophora teheranella é uma espécie de mariposa do gênero Coleophora pertencente à família Coleophoridae.